# Baltimore WCT 1982 - Doppio
Il doppio del torneo di tennis Baltimore WCT 1982, facente parte della categoria World Championship Tennis, ha avuto come vincitori Anand Amritraj e Tony Giammalva che hanno battuto in finale Vijay Amritraj e Fred Stolle con il punteggio di 7–5, 6–2.

## Teste di serie
1. Peter McNamara /  Paul McNamee (primo turno)

1. Andy Andrews /  John Sadri (primo turno)

## Tabellone

### Legenda
| - Q = Qualificato - WC = Wild card - LL = Lucky loser | - ALT = Alternate - SE = Special Exempt - PR = Protected Ranking | - w/o = Walkover - r = Ritirato - d = Squalificato |

|  | Quarti di finale                | Quarti di finale                | Quarti di finale                | Quarti di finale | Quarti di finale |  |  | Semifinali                    | Semifinali                    | Semifinali                    | Semifinali                 | Semifinali                 |   |   | Finale                        | Finale                        | Finale                        | Finale | Finale |  |
|  |                                 |                                 |                                 |                  |                  |  |  |                               |                               |                               |                            |                            |   |   |                               |                               |                               |        |        |  |
|  |                                 | Kevin Curren Frew McMillan      | 6                               | 3                | 6                |  |  |                               |                               |                               |                            |                            |   |   |                               |                               |                               |        |        |  |
|  | 1                               | Peter McNamara Paul McNamee     | 4                               | 6                | 2                |  |  | Kevin Curren Frew McMillan    | Kevin Curren Frew McMillan    | Kevin Curren Frew McMillan    | 4                          | 4                          |   |   |                               |                               |                               |        |        |  |
|  | Anand Amritraj Tony Giammalva   | Anand Amritraj Tony Giammalva   | Anand Amritraj Tony Giammalva   | 6                | 6                |  |  | Anand Amritraj Tony Giammalva | Anand Amritraj Tony Giammalva | Anand Amritraj Tony Giammalva | 6                          | 6                          |   |   |                               |                               |                               |        |        |  |
|  | Jose-Luis Damiani Belus Prajoux | Jose-Luis Damiani Belus Prajoux | Jose-Luis Damiani Belus Prajoux | 2                | 3                |  |  |                               |                               |                               |                            |                            |   |   | Anand Amritraj Tony Giammalva | Anand Amritraj Tony Giammalva | Anand Amritraj Tony Giammalva | 7      | 6      |  |
|  | William Maze Matt Mitchell      | William Maze Matt Mitchell      | William Maze Matt Mitchell      | 6                | 6                |  |  |                               |                               | Vijay Amritraj Fred Stolle    | Vijay Amritraj Fred Stolle | Vijay Amritraj Fred Stolle | 5 | 2 |                               |                               |                               |        |        |  |
|  | Terry Moor Balázs Taróczy       | Terry Moor Balázs Taróczy       | Terry Moor Balázs Taróczy       | 4                | 4                |  |  | William Maze Matt Mitchell    | William Maze Matt Mitchell    | William Maze Matt Mitchell    | 3                          | 3                          |   |   |                               |                               |                               |        |        |  |
|  |                                 | Vijay Amritraj Fred Stolle      | Vijay Amritraj Fred Stolle      | 6                | 7                |  |  | Vijay Amritraj Fred Stolle    | Vijay Amritraj Fred Stolle    | Vijay Amritraj Fred Stolle    | 6                          | 6                          |   |   |                               |                               |                               |        |        |  |
|  | 2                               | Andy Andrews John Sadri         | Andy Andrews John Sadri         | 3                | 5                |  |  |                               |                               |                               |                            |                            |   |   |                               |                               |                               |        |        |  |